# Vernon Hilton Heywood
Vernon Hilton Heywood (Edimburgo, 24 de diciembre de 1927-18 de septiembre de 2022) fue un mundialmente renombrado biólogo británico. Sus campos principales fueron las plantas medicinales y plantas aromáticas, y la conservación de la flora silvestre de las cultivadas.
Fue profesor de la Universidad de Reading en Reading, Inglaterra.

## Algunas publicaciones
- 1954. Notulae criticae ad floram Hispaniae pertinentes. Ed. Bulletin of the British Museum
- 1964. Phenetic & phylogenetic classification. A symposium. Editores VH Heywood & J McNeill. Ed. Systematics Assoc. Publ. 6

### Libros
- Davis, PH; VH Heywood. 1963. Principles of Angiosperm Taxonomy
- 1973. Taxonomy & ecology. Editor VH Heywood. Ed. Systematics Assoc./Academic Press. 370 pp. ISBN 0-12-346960-0
- Audus, LJ; VH Heywood; DJ van Vliet. 1981. Winkler Prins Encyclopedie van het plantenrijk. Ámsterdam, Elsevier. ISBN 90-10-03315-5
- Ayensu, Edward S; VH Heywood; GL Lucas; Robert A Defilipps. 1984. Our Green & Living World: The Wisdom to Save It. Ed. Cambridge University Press. ISBN 0-521-26842-7
- Heywood, V (autor); VH Heywood (editor). 1993. Flowering Plants of the World. Ed. Oxford University Press. 336 pp. ISBN 0-19-521037-9
- Heywood, V; Elizabeth Dowdeswell. 1995. Global Biodiversity Assessment. Editor VH Heywood. Ed. Cambridge University Press. 1.152 pp. ISBN 0-521-56403-4
- 2004. The Biodiversity Crisis and Global Change. En: 100 Jahre in Berlin-Dahlem - International Scientific Symposium - Botanic Gardens: Awareness for Biodiversity, Programm und Abstracts: Botanischer Garten und Botanisches Museum Berlin-Dahlem, 18 pp.

## Honores
En 1987 es galardonado con la Medalla linneana de la Sociedad linneana de Londres.
La ONG Planta Europa lo honró con su "Galardón de Linneo" en su quinta conferencia, hecha en 2007 in Cluj-Napoca, Rumania.
El libro Taxonomy & Plant Conservation (Cambridge University Press, 2006, Etelka Leadlay & Stephen Jury, eds.) fue dedicado en su tributo en honor de su 75.º cumpleaños.
- La abreviatura «Heywood» se emplea para indicar a Vernon Hilton Heywood como autoridad en la descripción y clasificación científica de los vegetales.[5]